# Death Triangle
 Death Triangle es un stable de lucha libre profesional que trabaja en All Elite Wrestling formado por Pac y Lucha Brothers, (integrado por Penta El Zero M y Rey Fénix), junto con su manager Alex Abrahantes. El trío son los actuales Campeones Mundiales de Tríos de AEW en su primer reinado.  Además, desde la formación del equipo en marzo del 2020, The Lucha Brothers se convirtieron por única vez en Campeones Mundiales en Parejas de AEW, Pac y Fénix ganaron el Casino Tag Team Royale del 2021 y Pac se convirtió en el inaugural Campeón Todo Atlántico de AEW y en el primer doble campeón de la historia de AEW.

## Historia

### AEW (2020-2024)

#### 2020-2022
En el episodio del 4 de marzo del 2020 de Dynamite, Pac formó una alianza ruda de villanos con Lucha Brothers (Penta El Zero Miedo y Rey Fénix) llamada Death Triangle, atacando a Orange Cassidy y Best Friends (integrado por Chuck Taylor y Trent Beretta). Pac se ausentaría de la televisión de AEW poco después, ya que no pudo viajar debido a la pandemia de COVID-19. Luego de una ausencia de ocho meses de la televisión, Pac regresó a AEW en el episodio del 11 de noviembre de Dynamite donde enfrentó a Eddie Kingston, convirtiéndose así en face por primera vez desde 2018. En el siguiente episodio de Dynamite, Death Triangle se reformó después de Fénix y Pentagón Jr. salvó a Pac de un ataque de Kingston, The Butcher y The Blade.
En AEW Revolution el 7 de marzo del 2021, Pac y Fénix ganaron el  AEW Casino Tag Team Battle Royale para determinar los próximos retadores al Campeonato Mundial en Parejas de AEW.  Desafiaron a The Young Bucks (integrados por Matt Jackson y Nick Jackson) por el campeonato en parejas en el episodio del 14 de abril de Dynamite, pero fueron derrotados. Ese encuentro recibió una calificación de cinco estrellas de Dave Meltzer. El 5 de septiembre, en All Out, Penta y Fénix derrotaron a The Young Bucks en un Tornado Tag Steel Cage Match para ganar el Campeonato Mundial en Parejas de AEW.  En AEW Full Gear, el dúo defendió con éxito sus títulos contra FTR (integrados por Cash Wheeler y Dax Harwood). En el episodio debut de TBS de Dynamite el 5 de enero del 2022, Penta y Fénix perdieron los Campeonatos Mundiales en Parejas de AEW ante Jurassic Express (integrado por Jungle Boy y Luchasaurus), poniendo fin a su reinado a los 122 días. Durante el combate, Luchasaurus golpeó a Fénix desde el delantal a través de una mesa, lo que le dislocó el codo izquierdo al aterrizar.
En la edición del 23 de febrero de Dynamite, Pac se asoció con Penta El Zero Miedo, que ahora usaba el nombre de 'Penta Oscuro', para derrotar a Kings Of The Black Throne (integrados por Brody King y Malakai Black). En la lucha de entrada de Revolution, Pac y Penta formarían equipo con Erick Redbeard en un encuentro de tríos contra House of Black (King, Black y Buddy Matthews), que perderían. Fénix regresó de una lesión en el episodio del 27 de abril de Dynamite, disfrazado de gerente Alex Abrahantes, antes de atacar a House of Black y reunirse con el resto de Death Triangle. En Double or Nothing 2022, Death Triangle perdió ante House of Black en una lucha por equipos de seis hombres después de la interferencia de Julia Hart. En la edición del 7 de septiembre del 2022 de Dynamite, Death Triangle ganaría el Campeonato Mundial de Tríos de AEW luego de derrotar a Best Friends (Orange Cassidy, Trent Beretta y Chuck Taylor), lo que también convirtió a Pac en un doble campeón.

#### 2022-2024
El 19 de noviembre de 2022 Death Triangle se enfrentó a The Elite (Kenny Omega, Matt Jackson & Nick Jackson) por los Campeonatos Mundiales de Tríos de AEW en Full Gear, Death Triangle retuvieron los campeonatos luego de que PAC golpeara a Kenny Omega con un martillo. The Elite exigieron su revancha en un combate de siete series, es decir, siete luchas la cual finalizaría en un combate de escaleras llamado Escaleras de la Muerte. El 11 de enero de 2023, al finalizar la serie The Elite obtuvieron los campeonatos dejando así a Death Triangle sin campeonatos.
El equipo estuvo inactivo por unos meses luego de que PAC sufrió una lesión legítima en la nariz. El 21 de julio de 2023, PAC se enfrentó a Claudio Castagnoli (entonces campeón) por el Campeonato Mundial de ROH en Death Before Dishonor sin embargo PAC no pudo obtener la victoria por una intervención de Wheeler Yuta, al finalizar el combate Death Triangle tuvo un altercado con el Blackpool Combat Club.

## Miembros
| Nombre          | Tiempo                                       | Notas                        |
| --------------- | -------------------------------------------- | ---------------------------- |
| PAC             | 4 de marzo de 2020 – 30 de noviembre de 2024 | Líder y fundador del stable. |
| Penta El Zero M | 4 de marzo de 2020 – 30 de noviembre de 2024 | Miembro fundador del stable. |
| Rey Fénix       | 4 de marzo de 2020 – 30 de noviembre de 2024 | Miembro fundador del stable. |
| Alex Abrahantes | 4 de marzo de 2020 – 30 de noviembre de 2024 | Manager del stable.          |

## Campeonatos y logros
- All Elite Wrestling

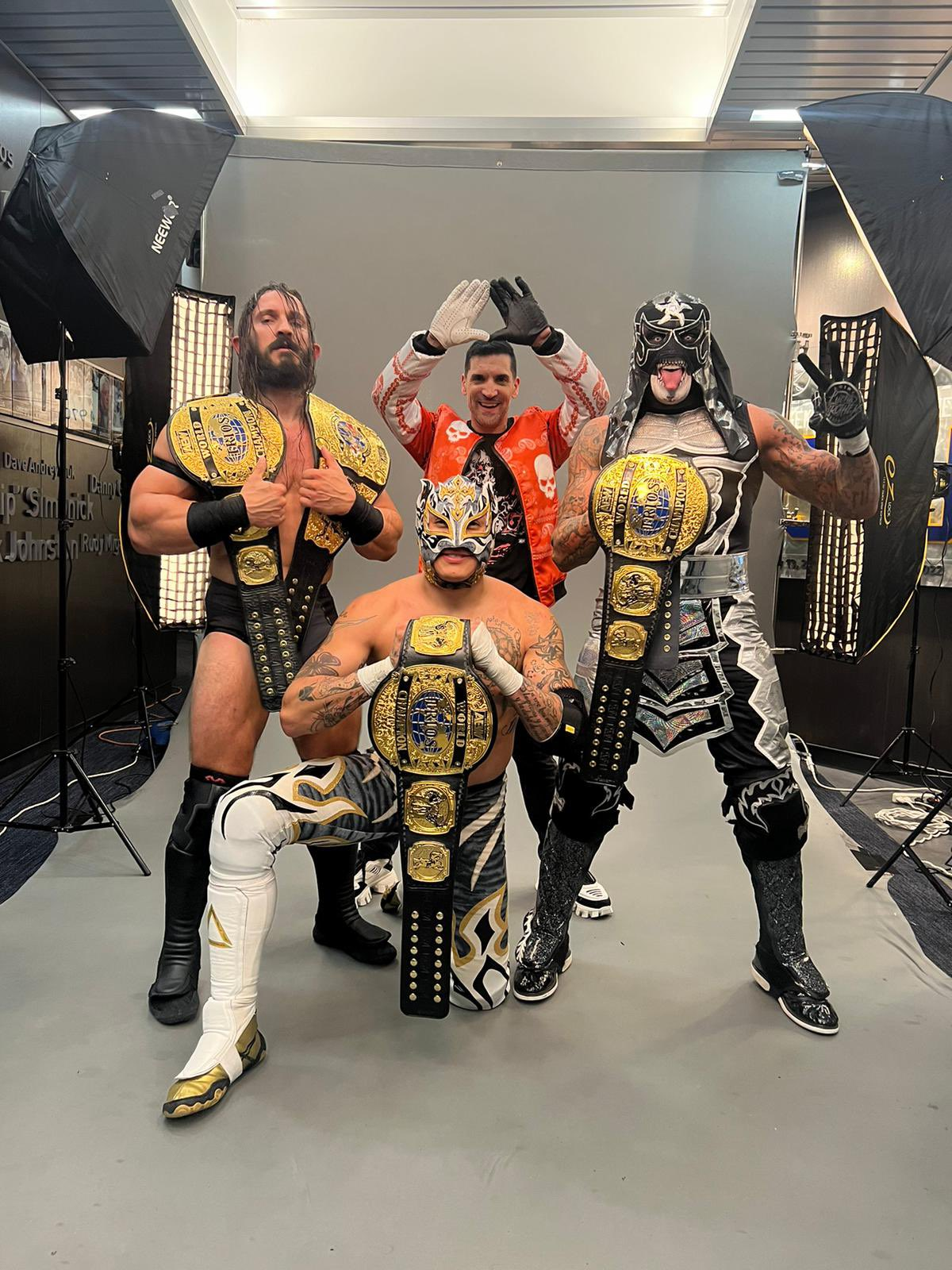
Death Triangle como Campeones Mundiales de Tríos de AEW.

  - AEW All-Atlantic/International Championship (2 veces) – PAC (1, inaugural) y Rey Fénix (1)
  - AEW World Tag Team Championship (1 vez) – Penta El Zero M & Rey Fénix
  - AEW World Trios Championship (1 vez)
  - Tag Team Casino Battle Royale (2021) – PAC & Rey Fénix
  - Dynamite Award (2 veces)
    - Mejor High Flyer – Rey Fénix (2021)
    - Best Tag Team Brawl (2022) – The Young Bucks vs Lucha Brothers (Penta El Zero M & Rey Fénix), Steel Cage Match

- Lucha Libre AAA Worldwide
  - Campeonato Latinoamericano de AAA (1 vez) – Rey Fénix
  - Campeonato Mundial de Peso Crucero de AAA (1 vez) – Rey Fénix

- Ring of Honor
  - ROH World Tag Team Championship (1 vez) – Penta El Zero M & Rey Fénix

- Wrestling Observer Newsletter
  - Lucha 5 estrellas (2021) PAC & Rey Fénix vs The Young Bucks en Dynamite el 8 de abril
  - Lucha 5 estrellas (2022) vs. United Empire (Will Ospreay, Kyle Fletcher & Mark Davis) en Dynamite el 24 de agosto
  - Lucha 5 estrellas (2023) vs. The Elite (Kenny Omega & The Young Bucks) en Dynamite el 11 de enero